# Maxine Heard
Pour les articles homonymes, voir Heard.
Maxine Heard, née le 14 avril 1991, est une nageuse zimbabwéenne.

## Carrière
Maxine Heard remporte deux médailles d'argent, en relais 4 x 200 mètres nage libre et 4 x 100 mètres quatre nages, aux Jeux africains de 2007 à Alger.
Elle obtient la médaille de bronze du 200 mètres brasse aux Championnats d'Afrique de natation 2008 à Johannesbourg.